# Fátima Carneiro
Fátima Carneiro (Lubango, Angola, 1954) é uma patologista portuguesa. Em setembro de 2018 foi eleita pela revista britânica The Pathologist a patologista mais influente do mundo.
É diretora do serviço de Anatomia Patológica do Hospital de São João, no Porto.

## Biografia
Nasceu em Lubango, filha de professores, tendo um irmão.
Fátima Carneiro estudou medicina em Luanda, onde teve como docente Nuno Grande. Em 1975, devido à guerra colonial, instalou-se no Porto com os pais.  Concluiu a licenciatura em Medicina na Faculdade de Medicina da Universidade do Porto em 1978.
É autora de mais de duzentos e cinquenta artigos científicos, tendo contribuído para o desenvolvimento de vários capítulos de livros de especialidade. Na carreira de investigação destaca-se o seu percurso enquanto investigadora do Instituto de Patologia e Imunologia Molecular da Universidade do Porto (Ipatimup), agora integrado no Instituto de Investigação e Inovação em Saúde (I3S).
Dirigiu vários projetos internacionais, tendo sido presidente da Sociedade Europeia de Patologia entre 2011 e 2013. Em Portugal coordenou a Rede Nacional de Bancos de Tumores em 2008, presidindo atualmente à Academia Nacional de Medicina Portuguesa.
Fátima Carneiro atualmente dirige o serviço de anatomia patológica do Centro Hospitalar São João (Porto), sendo também professora catedrática na Faculdade de Medicina da Universidade do Porto (FMUP).

## Distinção
Em setembro de 2018 Fátima Carneiro foi eleita pela revista britânica The Pathologist a patologista mais influente do mundo, ficando no primeiro lugar na lista de cem posições elaborada pela revista. A revista conduziu inquéritos durante dois meses a patologistas do mundo inteiro sobre quem consideravam ser merecedor do título. Fátima foi destacada pelas suas capacidades enquanto patologista e professora universitária, como perita na sua área de especialidade e pelas suas capacidades de liderança.
Esta foi a segunda vez que a maior distinção da área da patologia foi atribuída a um português. Em 2015 este título havia sido atribuído ao médico português Manuel Sobrinho Simões, também docente da FMUP, fundador do Ipatimup e patologista no Centro Hospitalar de São João (Porto), e que integra igualmente a lista da edição de 2018 edição da revista científica The Pathologist.
Ainda em 2018 é reconhecida com o Prémio ACTIVA Mulheres Inspiradoras, na categoria Ciência.
Em 2021 é-lhe atribuído o Prémio Femina, na categoria Mérito nas Ciências.